# Kalmar kanotklubb
Kalmar kanotklubb (förkortas KaKK) är en kanotklubb i centrala Kalmar bildad den 14 juni 1933. Föreningen har ca 325 medlemmar.
Under andra halvan av 1930-talet byggdes ett kajakförråd med 40 platser vid Fredrikskans nordöstra hörn där Kalmar Stad hade upplåtit mark åt föreningen. Byggandet av en ny klubbanläggning inleddes efter att man fått arrendera mark vid Ekudden 1987 och invigdes sommaren 1990. Klubben arrangerade Kalmar Drakbåtsfestival mellan 1993 och 2002.